# Lộc Thủy, Lệ Thủy
Lộc Thủy là một xã thuộc huyện Lệ Thủy, tỉnh Quảng Bình, Việt Nam.

## Địa lý
Xã Lộc Thủy cách thị trấn Kiến Giang 4 km về phía bắc, có vị trí địa lý: 
- Phía tây và phía nam giáp xã An Thủy
- Phía đông và đông nam giáp xã Phong Thủy
- Phía bắc và đông bắc giáp xã Hồng Thủy.

Xã Lộc Thủy có diện tích 7,75 km², dân số năm 2019 là 3.964 người, mật độ dân số đạt 512 người/km².

## Hành chính
Xã Lộc Thủy được chia thành 2 thôn: An Xá, Tuy Lộc với tổng cộng 11 xóm.

## Kinh tế - Xã hội
Kinh tế chủ yếu là nông nghiệp, tiểu thủ công nghiệp. Đặc sản địa phương có rượu Tuy Lộc.
Nơi giao lưu buôn bán có chợ Hôm.
Nơi đây là nơi đi qua của ĐT.564 (hay còn gọi là Đường Đại tướng Võ Nguyên Giáp)

## Danh nhân
Đây là quê hương của đại tướng Võ Nguyên Giáp (làng An Xá). Hiện nay ngôi nhà của đại tướng Võ Nguyên Giáp là nhà lưu niệm.
Làng Tuy Lộc còn là quê hương của tiến sỹ Dương Văn An.